# Mikołaj Korenfeld
Mikołaj Korenfeld (ur. 1856 w Warszawie, zm. 6 lutego 1931 w Warszawie) – polski adwokat, działacz Towarzystwa Opieki nad Więźniami Patronat.

## Życiorys
Pochodził z zamożnej warszawskiej rodziny żydowskiej, był synem lekarza Bernarda i Pauliny. Ukończył jedno z warszawskich gimnazjów, następnie studiował na Wydziale Prawa Cesarskiego Uniwersytetu Warszawskiego (do 1882). Studia uzupełniał na uczelniach w Heidelbergu i Paryżu. Po powrocie do Warszawy uzyskał wpis na listę adwokatów przysięgłych.
Nie prowadził bezpośredniej działalności politycznej, ale sympatyzując z Polską Partią Socjalistyczną, wielokrotnie bronił działaczy tej partii, a także członków Socjaldemokracji Królestwa Polskiego i Litwy. W latach 1905–1914 uczestniczył w działalności Warszawskiego Koła Obrońców Politycznych, skupionego wokół Stanisława Patka.
Szczególnie zajmował się kwestią opieki nad więźniami oraz ich rodzinami i w 1909 uczestniczył w zakładaniu Towarzystwa Opieki nad Więźniami Patronat; był członkiem władz tej organizacji. Należał też, obok m.in. Stefanii Ciechomskiej, Stefanii Sempołowskiej i Leona Supińskiego, do założycieli Towarzystwa Opieki nad Dziećmi Więźniów, pełnił funkcję prezesa Towarzystwa, otrzymał godność członka honorowego. Był członkiem Towarzystwa Przyjaciół Dzieci, działał również w innych organizacjach społecznych i dobroczynnych (m.in. jako sekretarz zarządu Towarzystwa Higieny Praktycznej). W 1918 z nominacji ministra sprawiedliwości został przewodniczącym resortowego Koła Kuratorów Więziennych. W latach międzywojennych, wciąż pozostając sympatykiem Polskiej Partii Socjalistycznej, działał w Robotniczym Towarzystwie Służby Społecznej i do końca życia prezesował Patronatowi nad Więźniami Politycznymi.
Innym polem aktywnej działalności zawodowej Korenfelda była pomoc prawna dla osób nieletnich. W latach poprzedzających odzyskanie przez Polskę niepodległości zorganizował grupę adwokatów, specjalizujących się w obronie nieletnich; działalność tego koła zainicjował w 1904 na łamach „Gazety Sądowej Warszawskiej” publikacją artykułu Koło obrony nieletnich podsądnych. Postulował taką organizację systemu penitencjarnego, która gwarantowałaby osadzonym nieletnim odbywanie kary pozbawienia wolności wyłącznie w odrębnych instytucjach dla dzieci i młodzieży. Pomoc nieletnim świadczył bezpłatnie. Występował m.in. jako przedstawiciel powodów w głośnym procesie Grochala i innych pracowników Domu Poprawczego w Studzieńcu, oskarżonych o nadużycia i zaniedbania (1928).
Uczestniczył w życiu środowiska żydowskiego na ziemiach polskich. Był zdecydowanym zwolennikiem asymilacji i w sprawie tej polemizował z innym żydowskim adwokatem, fołkistą Noachem Pryłuckim, rzecznikiem autonomii kulturalnej Żydów opartej na języku jidysz. Polemikę tę zawarł Korenfeld w broszurze Ghettowcy (1916). Przekonania asymilatorskie reprezentował również jako prezes organizacji Legion imienia Berka Joselewicza.
Korenfeld był płodnym publicystą, związanym przede wszystkim z „Gazetą Sądową Warszawską” i „Kurierem Warszawskim”. Pisał głównie o interesujących go zagadnieniach, przede wszystkim o społecznej obronie nieletnich, a także o kwestiach z zakresu prawa karnego (m.in. Nowy kodeks karny, „Gazeta Sądowa Warszawska”, 1903-1904; Bezbronni, „Gazeta Sądowa Warszawska”, 1903 - o obronach z urzędu; Wychowanie publiczne w starciu z władzą rodzicielską i opieką, „Gazeta Sądowa Warszawska”, 1910). W 1927 na forum Towarzystwa Ustawodawstwa Kryminalnego wystąpił z referatem przeciwko karze śmierci, ogłoszonym w tymże roku drukiem (Nie zabijaj). Przetłumaczył na język polski pracę włoskiego prawnika i kryminologa Enrico Ferriego Szkoła pozytywna prawa karnego. Na łamach „Gazety Sądowej Warszawskiej” relacjonował ogólnopolskie zjazdy prawników i ekonomistów (Lwów 1889, Kraków 1906).
Rodziny nie założył.
Zmarł nagle 6 lutego 1931, doznawszy ataku serca na sali sądowej po aroganckim potraktowaniu przez przewodniczącego sądu; Korenfeld występował w sądzie jako świadek obrony w procesie Justyny Budzińskiej-Tylickiej i innych osób, oskarżonych o zorganizowanie manifestacji Centrolewu w Warszawie we wrześniu 1930. Pochowany został na cmentarzu żydowskim przy ulicy Okopowej w Warszawie, a jego pogrzeb miał charakter demonstracji opozycji antysanacyjnej. Jego nagrobek prawdopodobnie nie zachował się.